# Flughafen Rimini

i7
i11
i13
Der Flughafen Rimini (italienisch Aeroporto internazionale di Rimini e San Marino „Federico Fellini“, IATA-Code: RMI, ICAO-Code: LIPR) ist ein italienischer Verkehrsflughafen an der Adriaküste der Emilia-Romagna bei Rimini. Er ist auch der Flughafen der Republik San Marino. Auf dem militärischen Teil sind Einheiten der italienischen Heeresflieger stationiert.

## Lage und Anbindung
Der Flughafen befindet sich rund acht Kilometer südöstlich der Stadtmitte von Rimini bei dem Küstenort Miramare. Unmittelbar südöstlich schließt sich der Urlaubsort Riccione an. San Marino liegt etwa 20 Kilometer landeinwärts. Zwischen dem Flughafen und dem etwa einen Kilometer entfernten Adria-Strand verläuft die Strada Statale 16 Adriatica und die Bahnstrecke Bologna–Ancona. Westlich des Flughafens verläuft parallel zur Küste, zur SS 16 und zur genannten Bahnstrecke die Autobahn A14.
- Bus: Busse der Linie 9 verbinden den Flughafen und den Hauptbahnhof Rimini, tagsüber alle 30 Minuten. An der Küstenstraße halten die Busse der Linie 11 etwa alle 200 Meter.
- Auto: Direkt am Terminal führt die genannte Staatsstraße SS 16 vorbei, die hier den Namen Via Flaminia trägt. In östlicher Richtung zweigen etliche Straßen zur Strandpromenade ab, in nordwestlicher Richtung ist die SS 16 die Ortsumgehung von Rimini mit verschiedenen Abzweigungen in die Innenstadt und zur Autobahnanschlussstelle Rimini-Süd, in südöstlicher Richtung gibt es eine Abzweigung zur Anschlussstelle Riccione.
- Bahn: Der Flughafen hat keinen eigenen Bahnanschluss. In Miramare gibt es an der Adria-Bahnstrecke einen Haltepunkt, an dem Regionalzüge halten. Die Entfernung zum Flughafen beträgt etwas mehr als einen Kilometer.

## Fluggesellschaften und Ziele
Die größte Fluggesellschaft ist Ryanair, die acht Routen von Rimini aus bedient (Cagliari, Catania, London-Stansted, Prag, Wien, Budapest, Krakau und Kaunas). Weiters bedienen auch Wizz Air (Tirana), Luxair (Luxemburg) und Neos (Mersa Matruh) den Flughafen.

## Geschichte
Der Flughafen Rimini entstand 1912 als Militärflugplatz. Nach dem Zweiten Weltkrieg wurde er als zentrale Sammelstelle für in ganz Italien liegengebliebenes Kriegsmaterial genutzt. Für das Einsammeln und Ausschlachten setzten die Engländer deutsche Kriegsgefangene ein.
Die zivile Mitnutzung des Flughafens wurde 1958 gestattet. Zu diesem Zweck errichtete man in dem Bereich nordöstlich der Start- und Landebahn entsprechende Abfertigungsanlagen, die im Lauf der Zeit mehrmals ausgebaut und modernisiert wurden. Mit der überdurchschnittlichen Entwicklung des Tourismus an der Adriaküste bei Rimini verzeichnete der Flughafen in den 1960er Jahren einen für die damalige Zeit enormen Verkehrszuwachs. Mit der Verlagerung der Touristenströme flaute der kommerzielle Flugverkehr in Rimini ab Ende der 1970er Jahre ab. Die Liberalisierung des Luftverkehrs und neue Touristenströme aus Osteuropa brachten in den letzten Jahren eine Trendwende.
Während des Kalten Krieges befand sich auf dem südwestlich der Start- und Landebahn gelegenen militärischen Teil ein Geschwader der italienischen Luftwaffe, das im Rahmen der nuklearen Teilhabe auch für den Einsatz von Atombomben vorgesehen war. Die Bomben wurden in einem US-Depot gelagert. Das Geschwader zog 1995 auf den nordwestlich von Rimini gelegenen Militärflugplatz Cervia um und wurde 2010 aufgelöst. In Rimini-Miramare ist heute ein Hubschrauberverband des italienischen Heeres stationiert. 2009 übergab das Verteidigungsministerium den Flughafen an die zivile Luftfahrtbehörde ENAC, behielt sich jedoch die militärische Mitnutzung vor.
Am 1. November 2014 wurde der zivile Teil des Flughafens geschlossen, da die damalige Betreibergesellschaft des Flughafens in Insolvenz gegangen war. Fluggesellschaften wichen bis zum 31. März 2015 auf andere Flughäfen, insbesondere auf den Flughafen Ancona aus, bis die neue Betriebsgesellschaft AiRiminum die notwendigen Bewilligungen der Luftfahrtbehörde ENAC erhielt.

## Zwischenfall
Am 31. Juli 1960 fielen beim Anflug nacheinander beide Motoren einer Convair CV-240-4 der Deutsche Flugdienst (jetzt Condor) aus, die aus Frankfurt kam. Bei der anschließenden Notlandung einen Kilometer vor Beginn der Landebahn 13 kam einer der 30 Passagiere ums Leben. Ursache des Ausfalls des linken Triebwerks war der Ermüdungsbruch eines Zylinderkopfes, der des rechten Triebwerks die schadhafte Isolierung des Zündkabels sowie die Verwendung unsachgemäß überholter Zündkerzen (siehe auch Flugunfall der Deutsche Flugdienst bei Rimini).

## Flughäfen in der Region
Die Region Emilia-Romagna verfügt über vier Verkehrsflughäfen in Bologna, Forlì, Parma und Rimini. Wegen mangelnder Rentabilität geraten viele kleinere Verkehrsflughäfen Italiens immer wieder in die Kritik der Luftfahrtbehörde ENAC, so auch die von Parma, Forlí und Rimini. Insbesondere die letzteren beiden Flughäfen gelten als kritisch, weil sie unweit voneinander nahe der Adriaküste liegen und einer von beiden zur Abdeckung dieses Einzugsgebietes genügen würde.